# Nukleosom
Nukleosóm je pri evkariotih enota v organizaciji kromatina, ki obsega približno 146 baznih parov DNK, ki je 1,67-krat tesno ovita okrog histonskega oktamera, torej osmih histonskih molekul (po dve kopiji histonov H2A, H2B, H3, H4).. Nukleosome povezuje povezovalna DNK dolžine do 80 baznih parov vezana na zunanji histon H1. Nukleosomi omogočajo strnjenost celotne dednine v jedru, ki meri približno 10 μm. Več nukleosomov se povezuje v kromosom. Nukleosomi so nosilci epigenetskih informacij v obliki kovalentnih modifikacij pripadajočih jedrnih histonov. Niso statične, temveč dinamične strukture. Vezavo transkripcijskih faktorjev na posamezna mesta na DNK lahko facilitirajo ali zavirajo.